# Křižanov (okres Žďár nad Sázavou)
Křižanov (německy Krisans, Kržižanau) je městys v okrese Žďár nad Sázavou v Kraji Vysočina. Jeho součástí je místní část Bojanov. Celkem zde žije přibližně 1 800 obyvatel.
Potokem Libochůvkou je vlastní městečko Křižanov rozděleno na dvě části, od dávných dob nazvané Dolní a Horní město. Ulice mají názvy: Zámecká, Meziříčská, Ořechovská, Sychrova, Dlouhá a Budín. Na náměstí je farní kostel sv. Václava s dobře zachovanou částí v gotickém slohu, pochází asi z doby 1230–1240. Kostel byl několikrát poškozen ohněm, přístavbami a opravami původní stavba změněna. Je zachováno několik náhrobních kamenů z 16. a 17. století. Před zámkem stojí zámecká kaple sv. Barbory. Radnice byla vystavěna v 16. století. Jsou v ní uloženy cenné sbírky, archív, starožitné zbraně a nádobí.

## Místní části
- Křižanov
- Bojanov

## Historie

### Založení Křižanova
Pověst vypravuje o jakémsi poutníkovi, který si dělal v hustých lesích, pokrývající celou krajinu křížky, aby nezabloudil. Osada tak obdržela jméno od zakladatele "Křižanov". Podle tradičního podání ale Křižanov vznikl po založení hradu v Meziříčí asi v roku 686 již v době Sámově. Obyvatelé meziříčské tvrze postihlo několik bezúrodných roků, takže se dostavil hlad. Zásoby v hradních zásobárnách byly již malé, proto hleděl jeden druhého jakýmkoli způsobem vyhladit, aby bylo co nejvíce zásob uchráněno. Tato nenávist rozdělila obyvatelstvo na dvě části, které mezi sebou bojovaly. Slabší strana byla poražena. Ti, kteří, se zachránili, utekli v malém hloučku na místa, kde stojí Křižanov. Na místě, kde stojí zámek, se štvanci zastavili, byli vyčerpáni a vysíleni. Postavili si zde chýši a živili se rostlinnou potravou, až se rozmnožili na tolik členů, že se mohli bránit, postavili si na místě dnešního zámku tvrz. Poloha a okolí dnešního zámku nasvědčují těmto vyprávěním.
První písemná zmínka o obci ovšem pochází až z roku 1239 (Pribizlaus, nobilis vir de Crisanoue). Křižanov byl tehdy různě pojmenován (Chrysan, Czyzans, Chrysansis). Později byl na místě původní tvrze postaven hrad.

### Zámek

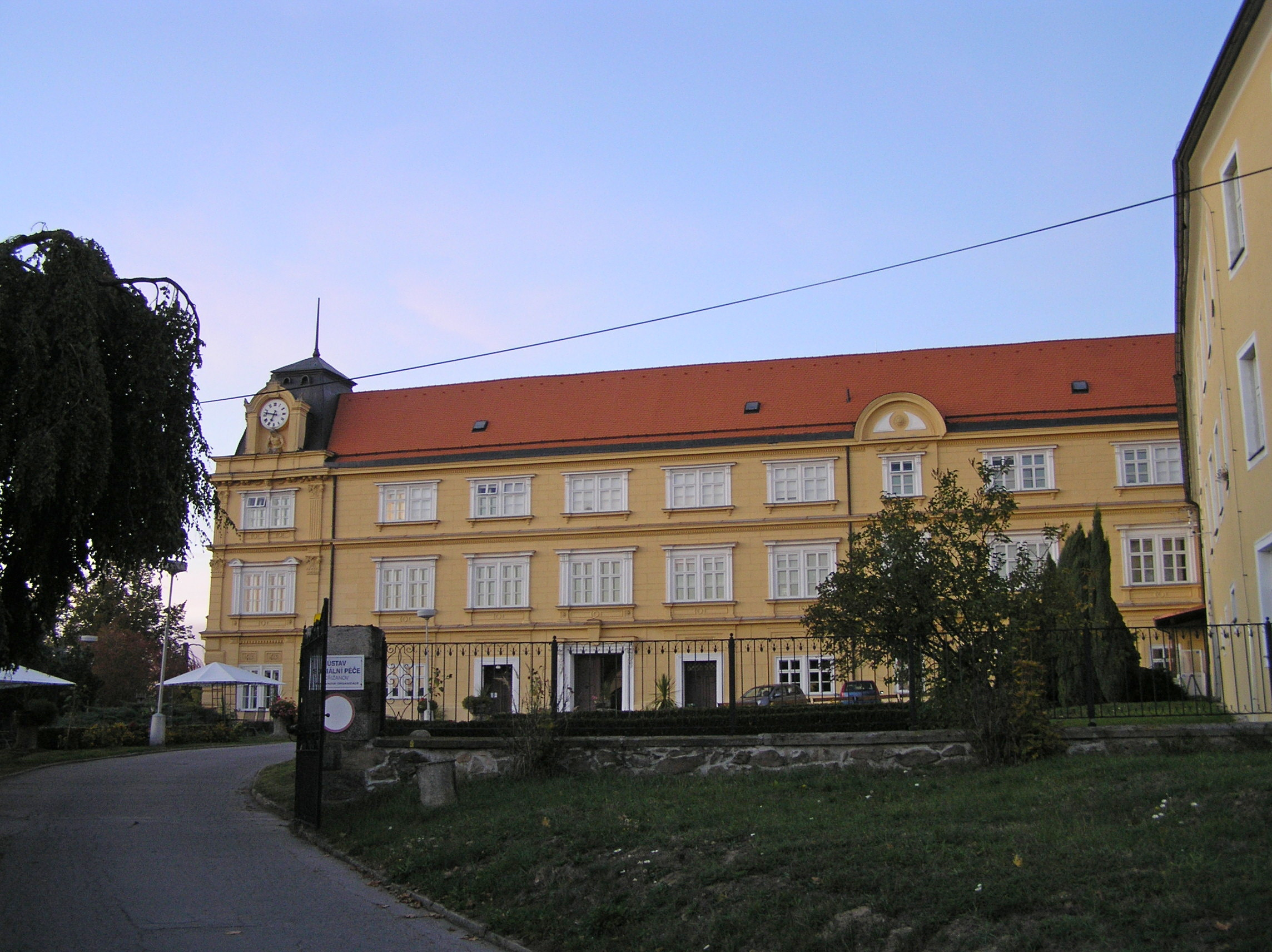
Zámek Křižanov

Na místě dnešního zámku stával hrad, jehož původ spadá do 13. století, kdy zde sídlil nejstarší známý majitel pan Přibyslav z Křižanova, otec sv. Zdislavy. Tento hrad ležel v letech 1466–1560 v sutinách. Pobořený hrad koupil roku 1560 Zdeněk Lhotský ze Ptení a provedl jeho přestavbu na renesanční zámek s arkádovým dvorem. Po ohni roku 1710 byl zámek barokně upraven.
Roku 1865 získali Křižanov šlechtici Josef, Vilém a Mořic Teuberovi. V této době byly příkopy zasypány, zbořeno předhradí se zdmi a bránou a zámek přestavěn v pseudorenesančních formách. Nádvoří zámku má arkády, v přízemí a prvním poschodí jsou původní, ale nyní jsou prosklené. V přízemí se nachází také zazděný starý znak žďárského kláštera. Kolem zámku je krajinářský park. Jeho působivost zvyšují dva rybníky, mezi kterými je zachována část starých porostů. Parková úprava vznikala v letech 1867–1880. Počátkem 20. století následovala další, ale na řešení parku již velký vliv neměla. Byly zde dosázeny azalky a pěnišníky. Dodnes lze obdivovat mohutnost některých původně vysázených stromů.
V roce 1945 byli majitelé Teuberovi jako Němci odsunuti. Roku 1949 byl zámek i s přilehlými budovami přidělen křižanovskému MNV. Vznikly zde soukromé byty, v části byly kanceláře pro stavební správu a pro stavbu dráhy. V roce 1950 se do zámku přestěhovala národní škola a byly zde zřízeny třídy pro mateřskou školu. Sídlo zde měla i strojní a traktorová stanice. Když byla roku 1952 škola přestěhována do nově postavené budovy, byla část zámku pronajata na skladiště textilu. V hospodářských budovách nově založené JZD roku 1958 zřídilo kravín.
Od roku 1960 byl zřízen rozhodnutím krajského národního výboru na zámku ústav pro zdravotně postiženou mládež. Hned tohoto roku bylo přijato prvních 25 dětí a postupnými opravami se zámek přeměňoval, aby odpovídal potřebám provozu ústavu.

### Křižanov podle Vlastivědy Moravské
Dříve zván Chrysan 1287, Cryzans 1297, Crysanlis, Crzysans, městečko na náhorní rovině 526 m nad mořem. Potokem Libochůvkou dělí se Dolní a Horní město. Ulice Zámecká, Sychrov, Ořechovská, Meziříčská a Dlouhá, na tomto Hornoměstské náměstí a ulice Jakubovská, dnes nazvaná "Budín". Na náměstí v Dolním městě kostel s farou, radnice, býv. stará škola, býv. špitál, býv. vrchnostenská pekárna a socha P. Marie. Na Horním městě škola a kaplička sv. Jana Nepomuckého. Do městečka vbíhá 5 silnic. Kolem roku 1400 bylo zde domů 130 s 800 obyvateli národnosti české i německé. Chyběly tehdy dnešní Benátky a domy od staré školy k mostu.
Z obyvatel XV. věku je známo, že tu bydleli zemané: Svach z Telče, který držel půl vsi Sklenného. Markéta Slepá Vaňková seděním na Křižanově měla zde větší dvůr. Obyvatelé zabývali se rolnictvím a řemesly. V počátku XVII. století mělo městečko 142 domy, po třicetileté válce přiznáno vrchnosti obydlených domů 48. Roku 1724 povolal Jan Josef z Schwalbenfelda zemského měřiče Jana Knytla z Brna, aby každému zaměřil pole dle lánské komise z roku 1657. Občané zabývali se řemesly a hospodařením. Roku 1900 měl Křižanov 246 domů, 1481 obyvatel: z nichž 1455 Čechů, 21 Němců, 11 evangelíků, 14 židů, ostatní katolíci. Katastr městečka 1199 km². Politicky byl připojen Kozlov a Bojanov. V obvodě nynějšího městečka stávala "na Kopečku" a v "Ořechovské ulici" osada "rázu hradištného".
Prvním historicky známým majitelem Křižanova byl pan Přibyslav z Křižanova vynikající jak bohatstvím, tak i výtečnými vlastnostmi. Statky jeho byly rozsáhlé, prostírající se kolem Křižanova, Žďáru a Něm. Brodu. Z toho, že se psával "z Křižanova", lze důvodně se domýšlet, že Křižanov byl střediskem jeho statků a hlavním sídlem. Za manželku měl ovdovělou Sibylu, dvorní dámu královny Kunhuty, s níž měl 5 dětí, z nichž Petr a Libuše zemřeli záhy, a na živu zůstaly tři dcery: Zdislava, provdaná za Havla Lemberka (z Jablonného) a zemřelou podle pověsti ve svatosti na hradě Lemberku a pochovánou pod kostelem sv. Vavřince v Jablonném, Eufemie, jež měla Bočka z Jaroslavic a ze Zbraslavi, maršálka markrabího, podkomorníka brněnského a purkrabí znojemského, Eliška, manželka Smila z Lichtenburka (z Žitavy). Majetek Přibyslavův přešel na pány z Kunštátu a z Lichtenburka. Křižanov dědila Eufemie, jejíž matka se opět vdala za Jindřicha z Žitavy, otce svého zetě Smila. Jindřich však zemřel brzy. Po matce ovdověla i dcera, když Boček dokonal život svůj dne 20. prosince 1255 (odpočívá v klášteře Žďárském). Po něm připadl Křižanov paní Eufemii. Po smrti Bočkovy zůstaly 3 děti: Smil († 1268), Gerhard a Anežka, z nichž prostřední byl pánem rodinného statku (Obřan). Anežka, jež dědila po matce Křižanov, měla nejprve za manžela Hruta a po něm Vítka ze Švábenic.
O tom, jak tehdy husitské války zasáhly do dějin Křižanov, existují dvě zprávy. První z doby bezprostředně následující, že "kostel křižanovský shořel v ty války minulé", druhá v zemských deskách (XII., 112) z roku 1466, kde se připomíná pobořený křižanovský hrad. Roku 1486 byl přikoupen i Horní Křižanov a tím sloučeno celé městečko Křižanov pod jednu vrchnost. Jiří Křínecký moravským stavům roku 1612 "skrze suplikací svou přednesl, kterak jsouc nemalá silnice do království Českou i jinam skrze městečko jeho Křižanov". Králem Matyášem byl roku 1613 povolán za zem. soudce. Nový pán na žádost purkmistra, konšelů a vší obce křižanovské osvobodil zdejší měšťany od ponůcek na hradě. Za to uvolili se roku 1616 Křižanovští dobrovolně odevzdávat ročně 15 zl. Již dne 22. listopadu 1865 bylo prodáno dědici za 525 000 zl. panství Josefovi, Vilémovi a Mořici Teubrům, z nichž Josef měl polovici, zbývající dva po 1/4. Josef Teuber obdržel roku 1873 šlechtictví za zásluhy o průmysl.
Obecní jmění – Roku 1548 koupila si obec od Jana z Pernštejna 70 měr pastvin "Loučky" za 100 zl. Roku 1562 koupeny úřadem na Šibečničním vrchu kutiny s borovinami, rybníčky, okolními rolemi za 38 zl. od Markéty Bartošovy. Roku 1749 70 měr lesa, rybníků na 12 kop kaprů a 27 5/4 kopy potěru. Městečku patřilo: radnice, chudobinec (dříve pastoušky) č. 173, hájenka (dříve pazderna), chudobinec (dříve pazderna č. 200), škola, dům staré školy (v němž je c. k. pošta a pokračovací škola), špitál č. 247. Veřejný majetek dělal 26,87 ha. Peněžní ústavy byly: Obecní spořitelna (od roku 1904), vzájemná záložna a kontribučenská. Radnice (radní dům) byla vystavěna v 16. stol. na místě dvou gruntů – Karkalovského a Tučkovského, zde se choval bohatý a urovnaný městský archív.

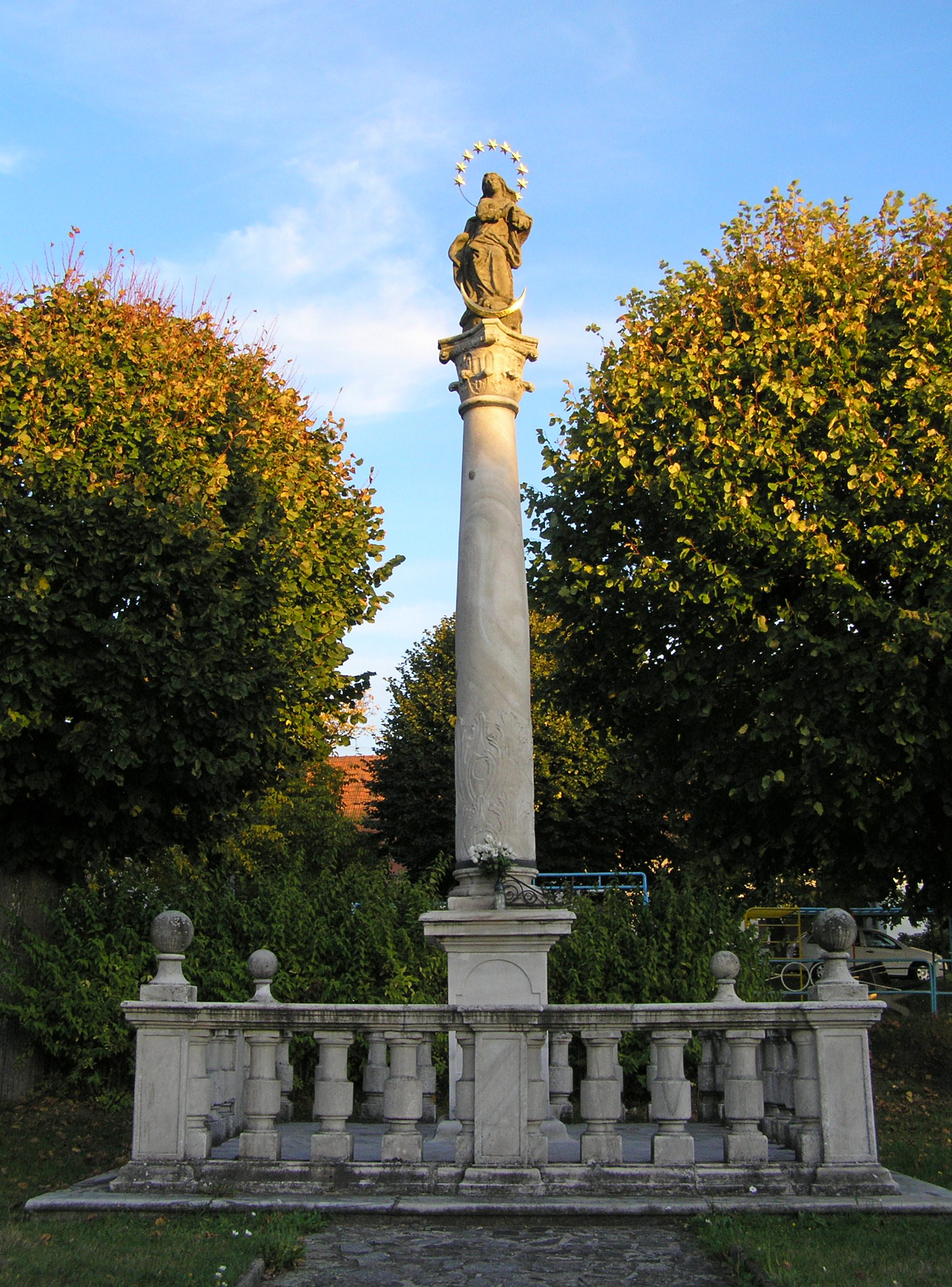
Sloup se sochou Panny Marie

Obec měla tržní právo a mívala i soudní pravomoc. Krevní právo se připomíná v městských knihách z počátku 16. století. V kriminálních příčinách brávalo se naučení u města Brna. Dosud se zachovala jména "Šibeník" a "Šibenice" (vrch šibeničný). Poprava dvou zločinců roku 1750 vyžadovala 127 zl. 57 kr., mistr popravčí sem přijížděl z Brna a z Bíteše. Z šibenice prý zbyl kamenný sloup. Křižanov náležel k brněnské župě a kraji. Roku 1287 byl vsí, již o šest let později se nazývá městečkem. Městečko mělo telegrafní (1894) a telefonické spojení (1907), elektrické osvětlení (1906), veřejnou knihovnu a čítárnu, spořitelnu a kruhovky. Z četných rodáků zasluhují zmínky:
- (blahoslavená) Zdislava, jež ve spisu Bohemia pia uvádí se mezi jinými českými svatými.
- Dr. Václav Křižanovský (narozen kolem roku 1428). Prvního vzdělání nabyl v rodném místě. Náboženstvím byl podobojí. Na pražské universitě dosáhl mistrovství svobodného umění.
- Jan Morava z Křižanova, bakalář (1517), jenž měl v Praze tiskárnu a dům v Ungeltě Týnském.
- Jako lékaři působili v Křižanově dr. Jan Melichar, spisovatel četných spisů, a dr. Karel Růžička, zakladatel veřejné čítárny.

Zámek o dvou poschodích byl Josefem Teubrem vystavěn v renesančním slohu roku 1866 na základech starého hradu, jenž se podobal spíše nějakému vězení než panskému obydlí. V nejstarších dobách připomínaný hrad ležel v letech 1466–1560 v sutinách, Zdeněk Lhotský obnovil pobořený hrad. Po ohni roku 1710, jemuž podlehl i hrad, byl opraven v téže podobě, v jaké se dochoval do roku 1866, kdy byly valy zasypány, předhradí se zdmi a branou (od roku 1678) zbořeny a na park proměněny. Nádvoří zámku má v přízemí arkády, jež se dochovaly ze starého hradu. Zazděný znak pod nimi, jest znak žďárského kláštera. Při zámku a za ním byl dvůr s hospodářskými budovami a s úřednickými byty.
Neštěstí a jiné události – Za francouzských válek mimo potraviny, šatstvo a píci vyplatili Křižanovští 1500 zl. výpalného. Roku 1793 dne 13. června bylo veliké krupobití. V letech 1804–1811 panovala drahota: míra žita byla za 15 až 17 zl., pšenice za 17 až 20 zl., ječmen za 13 až 14 zl., oves za 6 až 7 zl. Lidé pojídali nejvíce boby, poněvadž za libru hovězího masa musili platit až 15 kr., vepřového 20 kr., za máz piva 8 kr., za sud mladého vína 140 zl., za sud starého vína 200–400 zl. Roku 1861 dostoupila drahota nejvyššího stupně. Lidé mleli na mouku nejvíce oves, jiní jedli otruby pšeničné a žitné. Roku 1832 řádila cholera ve všech přifařených obcích, minula jen Kozlov. Na Dolním městě vypukl dne 11. července 1858 požár a zničil 18 domů. 10. června 1872 byly postiženy Křižanov a Kundratice silným krupobitím; ohněm 1875 (3 domy), roku 1884 (8 domů na Horním městě) a roku 1889 5 domů.

### Novější dějiny
K roku 1931 se dle dochovaných údajů uvádí městys s 1358 obyvateli, 526 m nad mořem, 9,12 km od Velkého Meziříčí, ležící na náhorní rovině v blízkosti rozsáhlého rybníka. Obec měla od dávných dob tržní právo. V době rozkvětu řemesel byl Křižanov sídlem cechu: řeznického, krejčovského, stolařského, tkalcovského, ševcovského, kovářského a bednářského. Jsou zachovány cechovní razítka a truhlice. V roce 1931 to byli stolaři, zámečníci a krejčí, kteří vedli živnostenské provozovny. Řezníků byl značný počet a náleželi k Řádovému společenstvu v Křižanově. Zásluhu o urovnání městského archívu má dr. Jindřich Chylík, vedoucí tajemník obchodní a živnostenské komory, křižanovský rodák.
Od 10. října 2006 byl obci vrácen status městyse. V letech 1994–2010 působil jako starosta Antonín Kania, mezi lety 2010 a 2018 tuto funkci vykonávala Marie Smejkalová, od roku 2018 doposud působí ve funkci starosty Ivo Klimeš.

## Obyvatelstvo
| Rok            | 1869  | 1880  | 1890  | 1900  | 1910  | 1921  | 1930  |      |
| -------------- | ----- | ----- | ----- | ----- | ----- | ----- | ----- | ---- |
| Počet obyvatel | 1 705 | 1 671 | 1 578 | 1 543 | 1 587 | 1 472 | 1 358 |      |
| Rok            | 1950  | 1961  | 1970  | 1980  | 1991  | 2001  | 2010  | 2023 |
| Počet obyvatel | 1 358 | 1 513 | 1 547 | 1 637 | 1 788 | 1 848 | 1 862 | 1870 |

### Významní rodáci
- Zdislava z Lemberka (1220?–1252), česká šlechtična a zakladatelka klášterů a špitálu. V roce 1907 byla prohlášena za blahoslavenou a roku 1995 papežem Janem Pavlem II. za svatou.
- Bedřich Bloudek (1815–1875), český důstojník, který se v roce 1848 zúčastnil Slovenského povstání
- Václav Mezník (1818-1879), český národní buditel, učitel.
- Antonín Mezník (1831–1907), český právník a politik.
- František Autrata (1872–1966), český spisovatel, překladatel, literární historik a filolog.
- Jaroslav Mezník (1884–1941), český politik.
- Jindřich Chylík (1882-1961), český právník a ekonom
- Karel Satoria (*1953), český římskokatolický kněz
- Drahoslav Hvězda (*8. srpna 1935 - †27. ledna 2010), prezident Společenstva cukrářů ČR

## Školství
- Základní škola a mateřská škola Křižanov

## Pamětihodnosti
- Zámek Křižanov se nachází v severní části městyse. Je to původně trojkřídlý renesanční zámek z 2. poloviny 16. století, později doplněný o jižní křídlo. Během 60. let 19. století byl upraven v novorenesančním stylu.
- Kostel svatého Václava v centru městyse. Jednolodní románský chrám vznikal od 1. poloviny 13. století, v 17. a 18. století prodělal barokní úpravy.
- Kaple svaté Barbory, stojící na návrší v severní části městyse, nedaleko zámku. Kaple s raně středověkým jádrem byla v 16. století rozšířena a pravděpodobně v letech 1720–1721 upravena v barokním stylu.
- Radnice na náměstí, dvoupatrová budova se středověkým jádrem.
- Sloup se sochou Panny Marie, barokní mariánský sloup, údajně z roku 1730.
- Kaple svatého Jana Nepomuckého, malá novobarokní stavba z roku 1848.
- Boží muka při cestě do Ořechova, pocházející z 2. poloviny 17. století.
- Památník svaté Zdislavy na náměstí, s bronzovou sochou a kašnou, pochází z roku 2015; autor Otmar Oliva

## Železnice

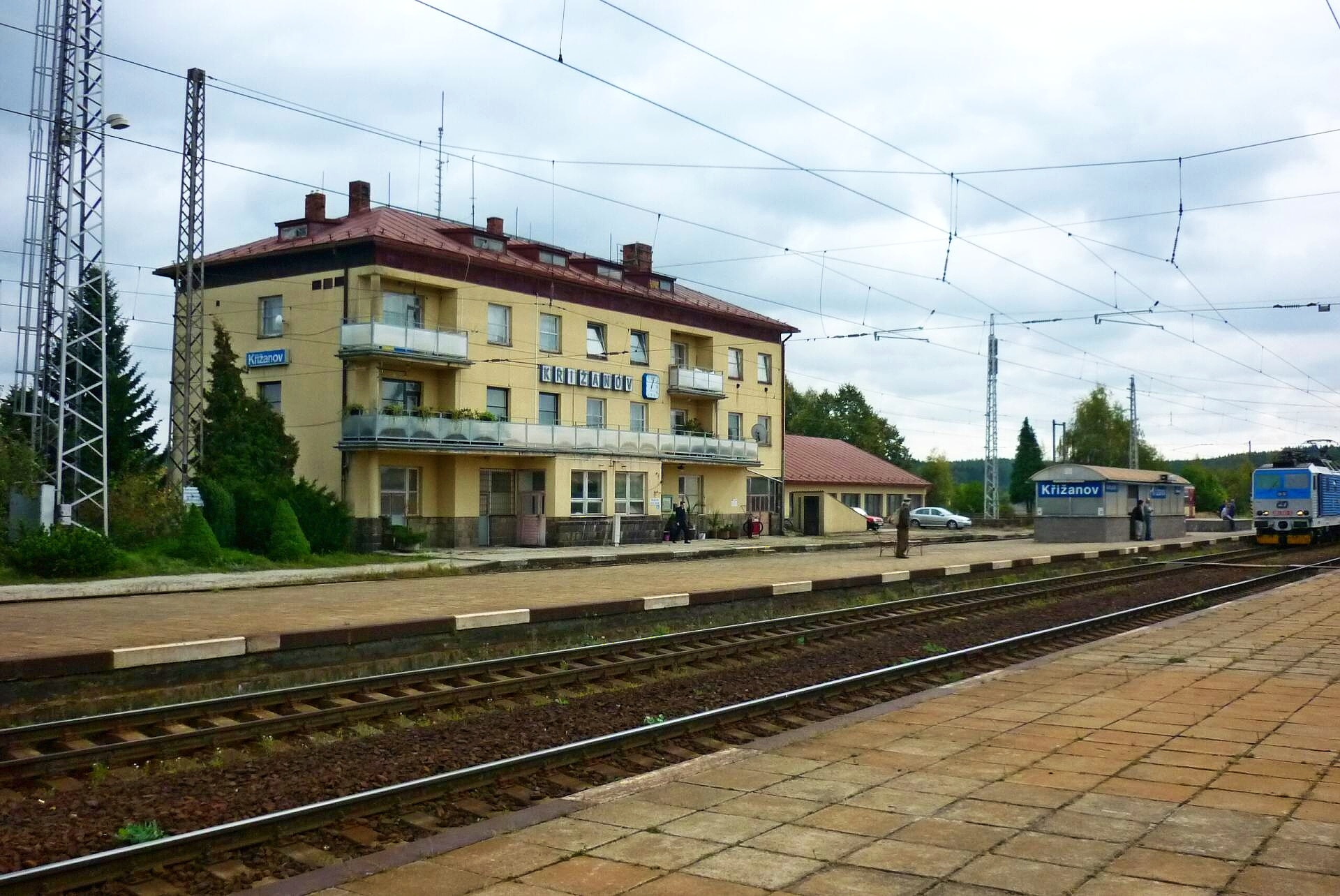
Nádraží Křižanov

První návrh na stavbu železnice v této části Vysočiny je z roku 1836 od Václava Lichtnera. Tři návrhy na železnici vypracoval roku 1838 vrchní inženýr Společnosti severní dráhy Karel Ghega, pozdější projektant dráhy přes Semmering. Centrem západní části Českomoravské vysočiny se stával Německý Brod (dnešní Havlíčkův Brod). Teprve 1. září 1885 byla odevzdána do provozu trať Brno–Tišnov. Další část se neuskutečňovala pro neochotu vídeňské vlády.
Nový pokus o stavbu trati byl až roku 1926, realizace projektu se ale nepovedla. Byl prosazován projekt přestavby na dvoukolejnou trať pro vyšší rychlosti. Ten byl schválen v roce 1936. V listopadu 1938 byla schválena trasa Německý Brod – Žďár nad Sázavou – Křižanov – Tišnov – Brno, s odbočkou z Křižanova do Velkého Meziříčí. V roce 1939 se začalo se stavbou. Roku 1943 byla pro válečné události stavba zastavena a pokračovala až po válce. Dne 20. prosince 1953 byl v Křižanově slavnostně zahájen provoz na celé, tehdy převážně jednokolejné trati a 7. listopadu 1966 byl zahájen pravidelný elektrický provoz. Na trati ovšem ještě řadu let dosluhovaly, převážně u osobních vlaků, parní lokomotivy.
Železniční stanice Křižanov leží mimo zástavbu, vzdálena cca 2 km na západ, převážně v sousedním katastrálním území Kozlov.
Od nového jízdního řádu na konci roku 2016 přestaly v Křižanově zastavovat rychlíky, místní proti tomu protestovali. Změnou jízdního řádu od 11. 6. 2017 bylo zastavování rychlíků obnoveno.

## Zajímavosti
- Na Benešově náměstí se natáčel film Pějme píseň dohola.